# Pomiędzy słowami
Pomiędzy słowami (tyt. oryg. Beyond Words) – czarno-biały dramat filmowy z 2017 w reżyserii i według scenariusza Urszuli Antoniak, zrealizowany w polsko-holendersko-niemieckiej koprodukcji. W główne role wcielili się Jakub Gierszał, Andrzej Chyra, Christian Löber i Justyna Wasilewska.
Film kręcony był w Berlinie, Łodzi (m.in.: Mebloteka Yellow na Off Piotrkowskiej, przejście podziemne przy szpitalu im. WAM, park im. Poniatowskiego, ul. Piotrkowska 80) i Warszawie. Okres zdjęciowy trwał od 19 lipca do 26 sierpnia 2016. Został premierowo zaprezentowany we wrześniu 2017 podczas 42. Międzynarodowego Festiwalu Filmowego w Toronto.

## Fabuła
Do 28-letniego prawnika Michaela, na co dzień mieszkającego w Berlinie, przyjeżdża ojciec z Polski, którego widzi po raz pierwszy. Razem spędzają weekend.

## Obsada
- Jakub Gierszał jako Michael
- Andrzej Chyra jako Stanisław
- Christian Löber jako Franz
- Justyna Wasilewska jako Alina

i inni

## Nagrody
- 2017: nagroda jury ekumenicznego na Warszawskim Międzynarodowym Festiwalu Filmowym[1],
- 2017: nagroda dla Lennert Hillege za zdjęcia na 42. Festiwalu Polskich Filmów Fabularnych w Gdyni[1],
- 2017: nagroda dla Mirosława Makowskiego, Jana Schermera i Macieja Pawłowskiego za dźwięk na 42. Festiwalu Polskich Filmów Fabularnych w Gdyni[1],
- 2017: nagroda australijskich dystrybutorów „Złoty Kangur” dla Jakuba Gierszała na 42. Festiwalu Polskich Filmów Fabularnych w Gdyni[1].